# St. Remi-du-Nord Communal Cemetery
St. Remi-du-Nord Communal Cemetery is een Britse militaire begraafplaats gelegen in de Franse plaats Saint-Remy-du-Nord (Noorderdepartement). De begraafplaats wordt onderhouden door de Commonwealth War Graves Commission.
De begraafplaats telt 4 geïdentificeerde Gemenebest graven uit de Eerste Wereldoorlog.